# San Juan Bautista Atatlahuca
San Juan Bautista Atatlahuca è un comune del Messico, situato nello stato di Oaxaca.